# 718
718 (DCCXVIII) je bilo navadno leto, ki se je po julijanskem koledarju začelo na soboto.

## Dogodki
- Bitka pri Soissonsu
- 1. januar

## Rojstva
- Konstantin V. Kopronim, cesar Bizantinskega cesarstva od 741-775

## Smrti
- Klotar IV., frankovski kralj (* 685)